# Центральный банк Мавритании
Центральный банк Мавритании (араб. البنك المركزي موريتانيا‎, фр. Banque centrale de Mauritanie) — центральный банк Исламской Республики Мавритания.

## История
До июня 1973 года Мавритания входила в Западноафриканский валютный союз. В обращении находился франк КФА, выпускавшийся Центральным банком государств Западной Африки.
30 мая 1973 года принят закон о создании Центрального банка Мавритании. Банк начал операции 1 июля 1973 года. Вместо франка КФА была введена национальная денежная единица — угия, 1 угия = 5 франков КФА.